# Gary Walker
Gary Leeds (9 de marzo de 1942), conocido artísticamente como Gary Walker es un baterista y cantante estadounidense. Fue uno de los miembros de The Walker Brothers, un grupo de pop que tuvo su mayor éxito en los años 1960, especialmente en el Reino Unido.

## Carrera

### Primeros años
Gary Leeds nació en Glendale, California, hijo único de Jack Leeds y su esposa Violet. A los catorce años consiguió su primera batería y se unió a la banda del colegio. Pronto cambió la banda del colegio por su propio grupo, The Beltones.
En los años 1958-1962, cambió de banda con bastante frecuencia. En 1962 se unió a The Standells, por aquel entonces ya un grupo famoso en California, que más tarde, en los años 1966-67, alcanzaría la fama nacional con el mayor éxito Dirty Water. Sin embargo, Gary Leeds ya se había marchado en 1963. En una ocasión, cuando The Standells actuaba como teloneros de Elvis Presley, Leeds sustituyó brevemente al batería de Presley, D.J. Fontana, cuyo avión se retrasó, y tocó la batería en las primeras canciones de la actuación de Presley.
Gary Leeds también se hizo amigo del cantante P.J. Proby. Cuando Proby se fue a probar suerte a Reino Unido en 1964, Leeds se fue con él como batería y tocó la batería en sus primeros conciertos. Volvió a California entusiasmado con Reino Unido.

### The Walker Brothers
A finales de 1964, Gary Leeds sustituyó a Al Schneider como batería del trío The Walker Brothers, al que conocía de sus actuaciones en el club nocturno Gazzari's de Los Ángeles. Ahora empezó a llamarse Gary Walker. Gary no tardó en hablar de Reino Unido y de las grandes oportunidades que se presentaban allí para los músicos pop. Brian Jones, por aquel entonces visitante habitual de Gazzari, también aconsejó a John, Scott y Gary que probaran suerte en Reino Unido. En el invierno de 1964, The Walker Brothers pisaron suelo británico.
Justo antes de su partida, habían grabado un disco, Love Her, que se publicó en Inglaterra más o menos cuando llegaron. Sus actuaciones fueron un gran éxito y Love Her alcanzó el 20º puesto en la UK Singles Chart. Esto inició una serie de discos de éxito, dos de los cuales, Make It Easy on Yourself y The Sun Ain't Gonna Shine Anymore, alcanzaron el número uno en la UK Singles Chart. También tuvieron éxito en su propio país, Estados Unidos, pero en mucha menor medida. The Sun Ain't Gonna Shine Anymore fue su mayor éxito allí, alcanzando el puesto 13 en el Billboard Hot 100. Gary Walker no apareció en ninguna de las grabaciones de The Walker Brothers debido a disputas contractuales. Los dos éxitos número 1 del grupo contaban con Clem Cattini, un codiciado músico de sesión, como batería.
En 1966, la popularidad de The Walker Brothers disminuyó y sus discos dejaron de estar entre los diez primeros. Su último disco, Walking in the Rain, se publicó en 1967 y alcanzó el puesto 26.
En 1966, Gary Walker publicó dos discos en solitario en los que actuaba como cantante: You Don't Love Me y Twinkie-Lee. La producción de ambos discos corrió a cargo de Scott Walker, colega de Gary, y de John Stewart (Stewart era un antiguo compañero de Scott, que ocasionalmente escribía canciones para The Walker Brothers). Ambos discos alcanzaron el puesto 26 en la UK Singles Chart.
The Walker Brothers se separaron a principios de 1968, después de hacer una gira por el Reino Unido con Jimi Hendrix, Cat Stevens y Engelbert Humperdinck, seguida de una gira por Japón. El motivo de la ruptura del grupo fueron las tensiones entre John y Scott Walker. John y Scott continuaron como cantantes en solitario. Gary Walker ya había formado su propio grupo en otoño de 1967: Gary Walker and The Rain.

### Carrera posterior
Gary Walker y The Rain lanzaron cuatro sencillos, dos de los cuales solo aparecieron en Japón. Allí, The Walker Brothers, y por tanto sus miembros individuales, fueron inmensamente populares después de su gira. El único álbum del grupo, con el poco imaginativo título de Álbum nº 1, también se publicó únicamente en Japón. Solamente en 2009 se editó como CD en el Reino Unido.
A Gary Walker se le permitió volver a tocar la batería en las grabaciones; también actuó regularmente como cantante y escribió canciones para el grupo. Los otros miembros de Gary Walker y The Rain eran:
- Joey Molland, guitarra (se uniría a Badfinger en 1969)
- Charles 'Paul' Crane, voz y guitarra
- John Lawson, bajo

Al igual que The Walker Brothers, el grupo realizó una gira por Japón, el único país donde entró en las listas de éxitos. Uno de los otros grupos que actuaban en esa gira era The Carnabeats, uno de los grupos de pop más populares de Japón. Acompañado por The Carnabeats y con Scott Walker al bajo, Gary Walker grabó un álbum en solitario, Cutie Morning Moon, en Japón.
A principios de 1969, Gary Walker y The Rain se separaron. Gary tuvo que volver a Estados Unidos porque su permiso de trabajo en el Reino Unido había expirado.
En 1974, llegó a un acuerdo con John y Scott para revivir The Walker Brothers. Volvió a Reino Unido. En 1975, los resucitados Walker Brothers grabaron un álbum, No Regrets. El sencillo del mismo nombre, que da título al álbum, alcanzó el séptimo puesto en la lista de sencillos del Reino Unido a principios de 1976 (y también el séptimo puesto en los 40 principales de Países Bajos). Los dos siguientes álbumes, Lines (1976) y Nite Flights (1978), tuvieron menos éxito. En parte porque rara vez actuaban (a Scott Walker le disgustaba actuar), el proyecto de los Walker Brothers murió. En palabras de John Walker en la autobiografía conjunta de John y Gary Walker: "Simplemente nos distanciamos".
También durante su segunda etapa en los Walker Brothers, Gary grabó un disco en solitario: Hello, How Are You, que, sin embargo, atrajo poca atención.
En 1979 Gary se casó con una mujer británica, Barbara. Desde entonces vive en Inglaterra. Creó su propia empresa, que fabrica versiones en miniatura de castillos y barcos y réplicas de manos de bebés, niños y socios.
Desde 2005, vuelve a actuar como cantante de vez en cuando. También ha actuado algunas veces con John Walker y con Joey Molland, que fue miembro de Gary Walker y The Rain. Interpreta tanto canciones de su autoría como viejos clásicos de The Walker Brothers.
En 2009, John y Gary Walker publicaron una "autobiografía de dos personas": The Walker Brothers: No Regrets – Our Story.